# Viola variegata
Viola variegata là một loài thực vật có hoa trong họ Hoa tím. Loài này được Fisch. ex Link miêu tả khoa học đầu tiên năm 1821.